# Bagshawe Glacier
Bagshawe Glacier är en glaciär i Antarktis. Den ligger i Västantarktis. Argentina, Chile och Storbritannien gör anspråk på området. Bagshawe Glacier ligger 657 meter över havet.
Terrängen runt Bagshawe Glacier är varierad. Bagshawe Glacier ligger nere i en dal. Trakten är glest befolkad. Närmaste befolkade plats är Gonzalez Videla Station, 19,6 kilometer nordväst om Bagshawe Glacier. 